# Tenda dos Milagres (minissérie)
Tenda dos Milagres é uma minissérie brasileira produzida e exibida pela TV Globo de 29 de julho a 6 de setembro de 1985, em 30 capítulos.
Escrita por Aguinaldo Silva e Regina Braga, livremente inspirada no romance homônimo de Jorge Amado, contou com a direção de Paulo Afonso Grisolli, Maurício Farias e Ignácio Coqueiro, com direção geral de Paulo Afonso Grisolli.
Teve gravações em Salvador e Cachoeira, ambos municípios do estado da Bahia.

## Elenco
- Tânia Alves - Ana Mercedes
- Nelson Xavier - Pedro Archanjo
- Milton Gonçalves - Mestre Lídio Corró
- Dhu Moraes - Rosa de Oxalá
- Chica Xavier - Magé Bassã
- Ângela Leal - Cesarina
- Oswaldo Loureiro - Professor Nilo Argolo
- Gracindo Júnior - Professor Fraga Neto
- Cláudio Marzo - Jerônimo
- Maria Isabel de Lizandra - Maria Amélia
- Antônio Pompeo - Budião
- Solange Couto - Sabina de Iansã
- Júlia Lemmertz - Luísa
- Joel Silva - Damião
- Daniel Dantas - Astério
- Yara Côrtes - Zabela
- Tânia Boscoli - Ester
- Zenaide de Oliveira - Iaba (Dorotéia)
- Antônio Pitanga - Exu
- Tony Tornado - Zé Alma Grande
- Francisco Milani - Francisco Mata-Negros
- Cláudio Mamberti - Pedrito Gordo
- Ivan Cândido - Sarmento
- Emiliano Queiróz - Professor Fontes
- Rodrigo Santiago - Ruy Passarinho
- Mário Lago - Juiz João Reis
- Louise Cardoso - Augusta
- Thaís de Campos - Marieta
- Nicette Bruno - Joana
- Miriam Pires - Carlota
- Anna Iwanow - Kirsi
- Edyr de Castro - Sinhá Terência
- Josias Amon - Tadeu
- Dill Costa - Miquelina
- Luiz Carlos Arutin - Bonfanti
- Solange Theodoro - Dalvina
- João Acaiabe - Benedito
- Vinícius Salvatori - Meirinho
- Mestre João
- Jorge Coutinho - Zé da Inácia
- Iléa Ferraz - Ivone
- Teca Pereira - Dona Caçula
- Marina Miranda - Esperança
- Gilles Gwizdek - Frei Jacques
- Gabriela Storace - Ester (menina)
- Lisandra Souto - Teresa
- Marcelo dos Santos - Damião (menino)
- Othon Bastos - Seu  Abdala
- Lima Duarte - Contador de Milagres